# Farmsen-Berne
Farmsen-Berne, Hamburg-Farmsen-Berne – dzielnica miasta Hamburg w Niemczech, w okręgu administracyjnym Wandsbek, złożona z dzielnic Farmsen i Berne.
1 kwietnia 1938 na mocy ustawy o Wielkim Hamburgu włączony w granice miasta.